# ريمة حازم
ريمة حازم هي قرية سورية تقع في ناحية مركز السويداء من منطقة السويداء في محافظة السويداء. وفقاً لمكتب المركزي للإحصاء، بلغ عدد سكان قرية ريمة حازم 1,627 نسمة في تعداد عام 2004.

## تاريخ
ريمة حازم كانت محطة لقوافل الحجاج في عهد الخليفة الأموي هشام بن عبد الملك. كما أنها تضم آثاراً رومانية وأموية مثل البرك المنحوتة في الصخر، النقوش الكوفية، أساسات المعابد والكنائس، وأعمدة ضخمة. تشتهر بوفرة ينابيعها، وزراعتها للحبوب والأشجار المثمرة.